# Beyendorf-Sohlen
Beyendorf-Sohlen is een plaats en voormalige gemeente in de Duitse deelstaat Saksen-Anhalt en maakt deel uit van de gemeente Maagdenburg.
Beyendorf-Sohlen telt 1.181 inwoners.

## Geschiedenis
Op 28-06-1950 werden de toenmalige zelfstandige gemeenten Beyendorf en Sohlen samengevoegd tot de gemeente Beyendorf-Sohlen.
In 2001 is de toenmalige zelfstandige gemeente onderdeel geworden van Maagdenburg.

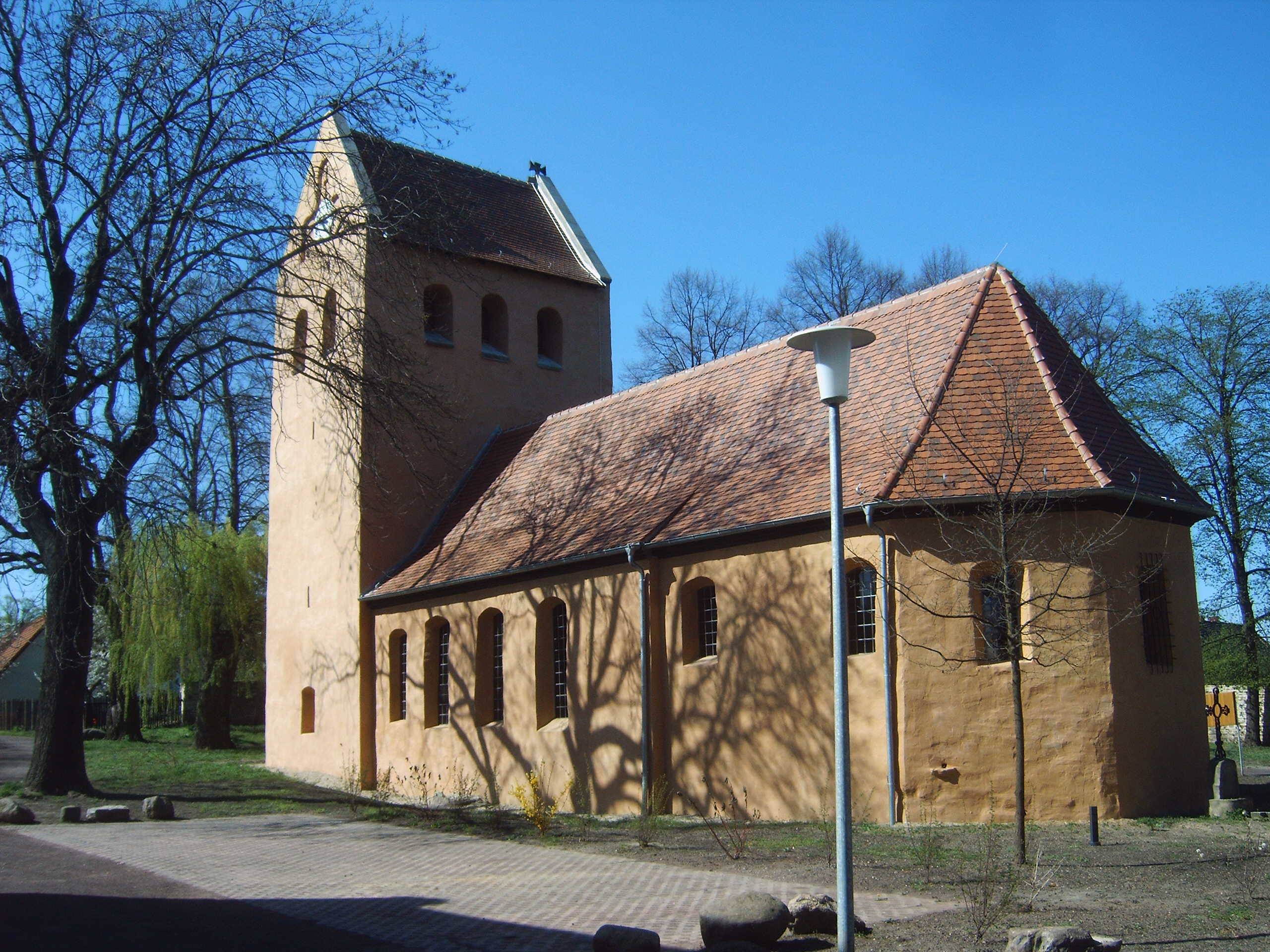
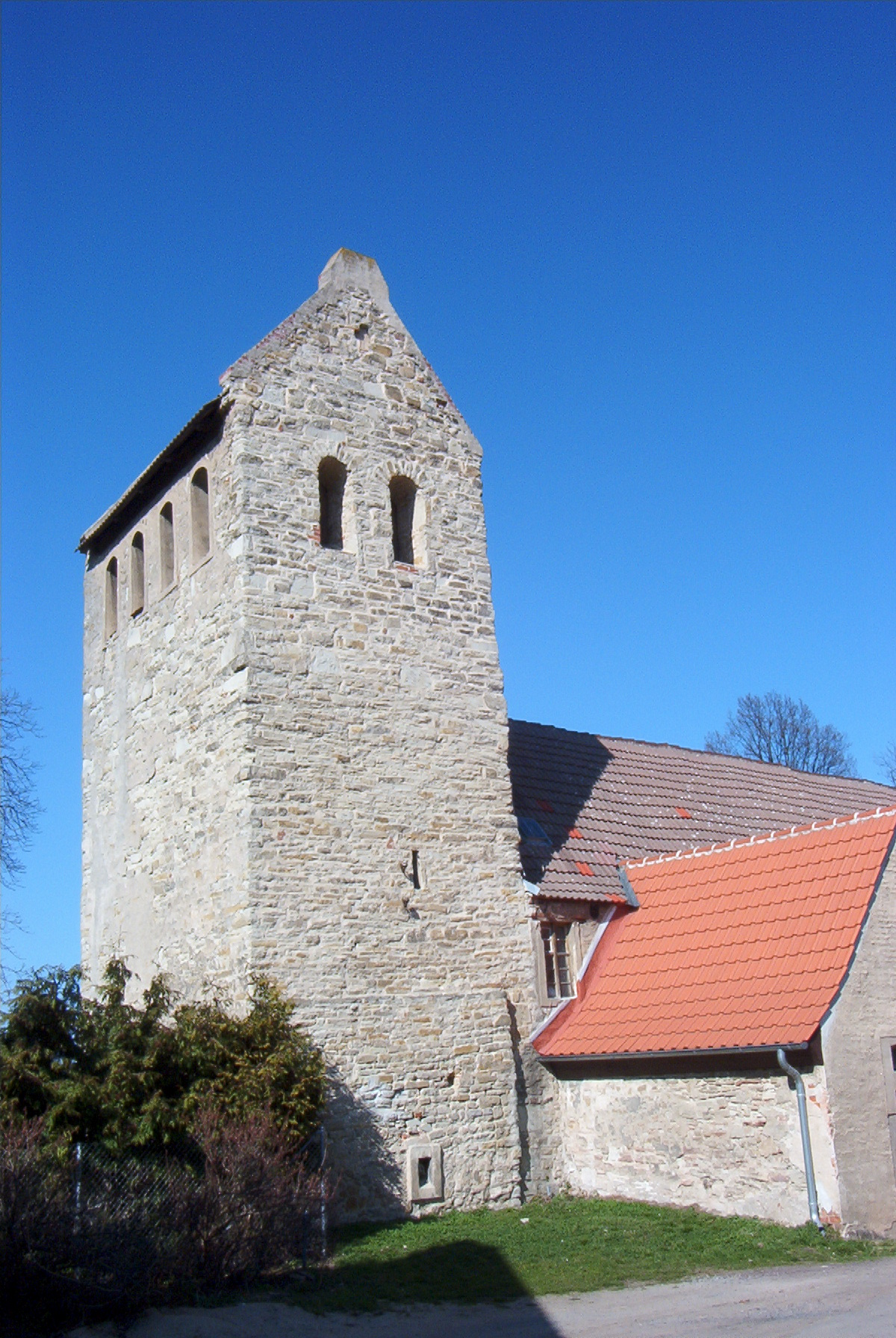
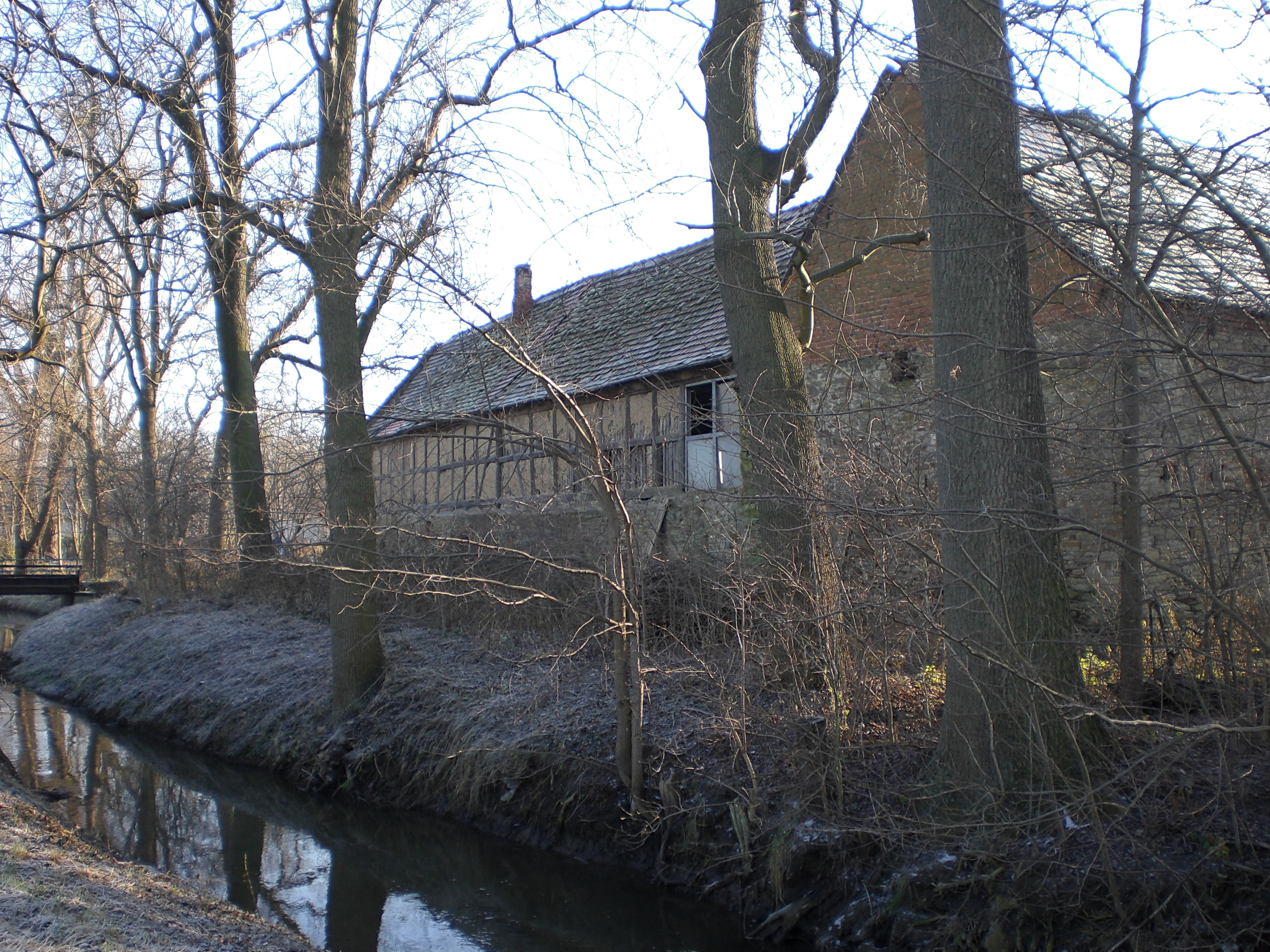
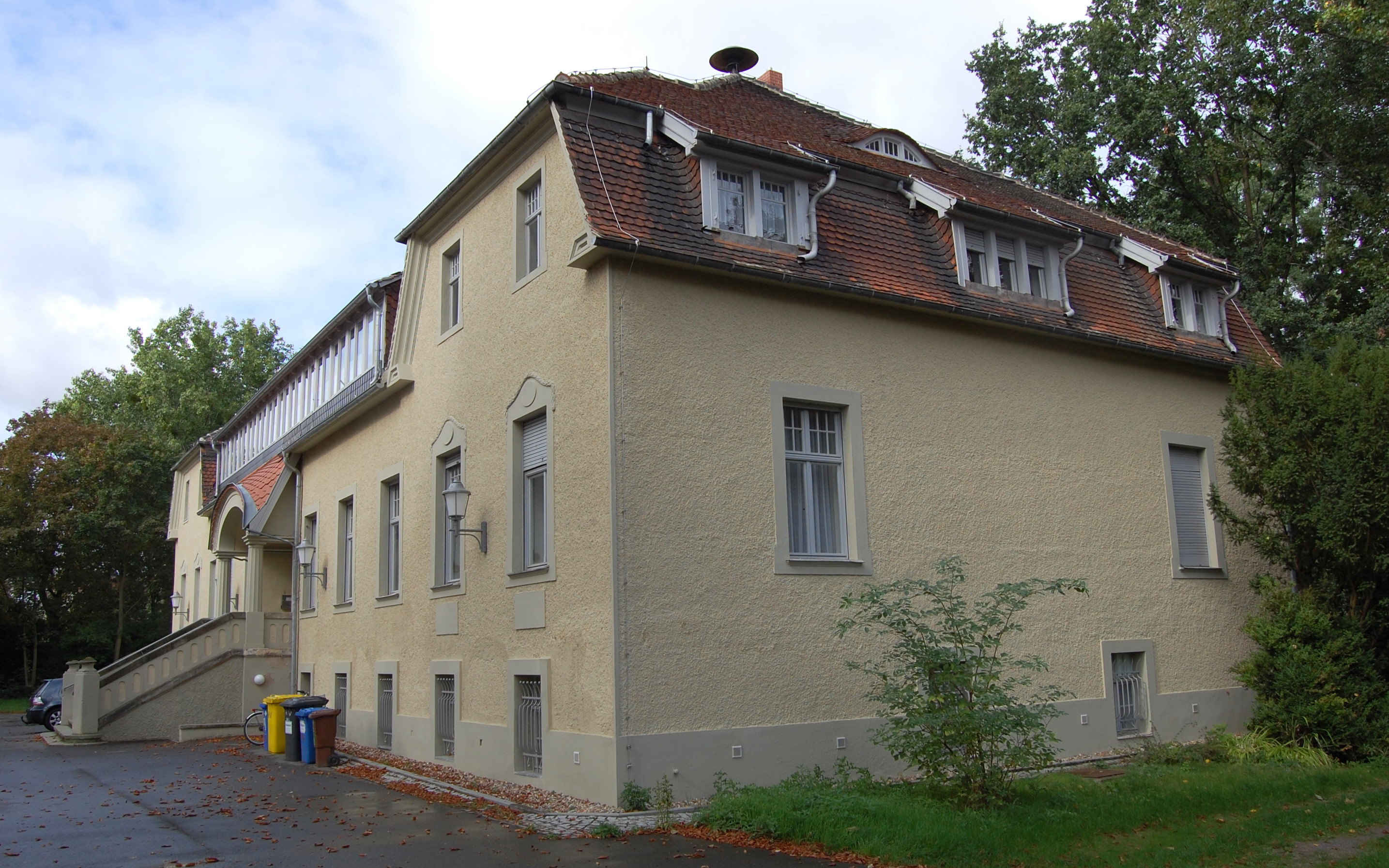
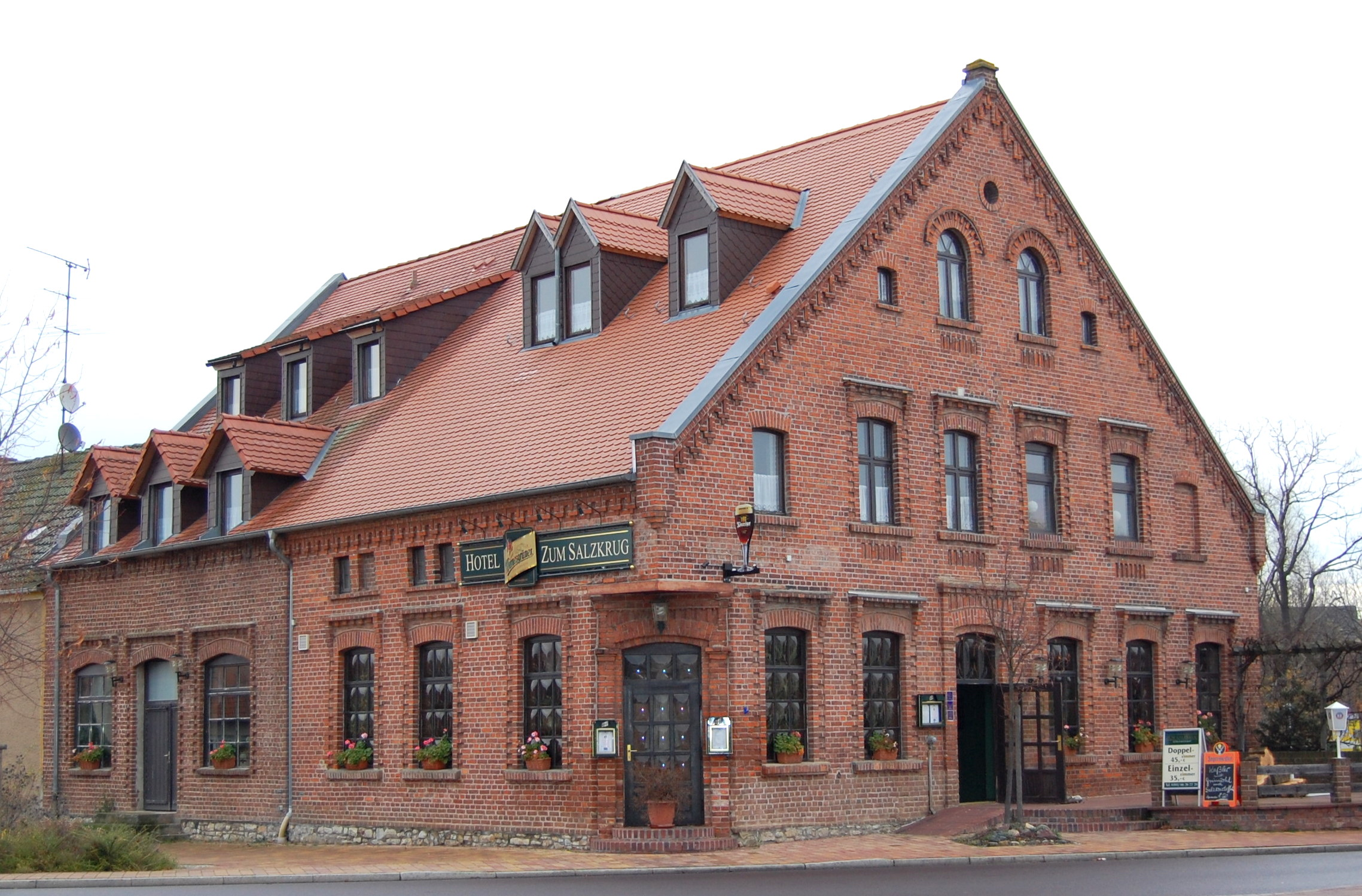